# Kaffe
Kaffe – niezależna implementacja wirtualnej maszyny Javy rozwijana w latach 1996–2008. Nazwa pochodzi z języka szwedzkiego i oznacza kawę.
Kaffe została stworzona bez wykorzystania jakichkolwiek elementów kodu źródłowego wirtualnej maszyny Javy firmy Sun Microsystems i bez wglądu w ten kod. Kaffe posiada wersje przeznaczone dla wielu systemów operacyjnych oraz architektur sprzętowych. Standardowo korzysta z bibliotek klas projektu GNU Classpath, niezbędnych do uruchamiania aplikacji napisanych w języku Java.
Program jest wolnym oprogramowaniem rozpowszechnianym na zasadach licencji GNU GPL.